# Denis Novato Trio
Il Denis Novato Trio è un gruppo musicale sloveno di musica folk, ed è composto da Denis Novato (fisarmonica diatonica), Walter Bet (chitarra) e Walter Unterhofer (basso tuba).
Si è formato nei primi anni del ventunesimo secolo sotto la spinta di Denis Novato, virtuoso di fisarmonica diatonica, che ha affiancato l'attività del gruppo alla propria carriera solista. Il repertorio del gruppo consiste nella rilettura di canzoni popolari italiane, slovene, austriache ed altro.
Nel 2007 hanno collaborato con il cantante bergamasco il Bepi nel realizzare alcune canzoni e partecipando ad alcune tappe del suo tour del 2008.

## Discografia

### Album[1]
- 2004 - Gruss Aus Triest (Bogner)
- 2005 - Mit Dir Unterwegs (Bogner)
- 2009 - Verliebte Harmonika (Bogner)

### Compilation
- 2010 - Goldene Klänge im Oberkrainer Sound - Folge 2 (Bogner)[2]